# دوبلار کار
دوبلار کار (به لاتین: Dublar Char) یک جزیره در بنگلادش است که در خلیج بنگال واقع شده‌است.
 دوبلار کار  ۳٬۰۰۰ نفر جمعیت دارد.